# فرودگاه آبی نانایمو/لانگ لیک
فرودگاه آبی نانایمو/لانگ لیک (به انگلیسی: Nanaimo/Long Lake Water Airport) یک فرودگاه خصوصی است که یک باند فرود آب دارد. این فرودگاه در کشور کانادا قرار دارد و در ارتفاع ۱۱۹ متری از سطح دریا واقع شده‌است.